# ІФК Сундсвалль
ІФК Сундсвалль (швед. Idrottsföreningen Kamraterna Sundsvall) — шведський футбольний клуб із міста Сундсвалль.

## Історія
Заснований 22 лютого 1895 року. 
Провів 5 сезонів у Аллсвенскан (1976, 1977, 1979-1981): зіграв 130 матчів, у яких здобув 36 перемог, 37 нічиїх і 57 поразок, різниця м'ячів 161-236.

## Досягнення
Аллсвенскан:
- Найвище місце 7-е (1): 1980

## Сезони 1975-1982 в чемпіонаті Швеції
| Сезон | Рівень | Ліга        | Підгрупа | Місце | Примітки   |
| ----- | ------ | ----------- | -------- | ----- | ---------- |
| 1975  | 2      | Дивізіон 2  | Північ   | 1     | Підвищився |
| 1976  | 1      | Аллсвенскан |          | 12    |            |
| 1977  | 1      | Аллсвенскан |          | 13    | Вибув      |
| 1978  | 2      | Дивізіон 2  | Північ   | 1     | Підвищився |
| 1979  | 1      | Аллсвенскан |          | 9     |            |
| 1980  | 1      | Аллсвенскан |          | 7     |            |
| 1981  | 1      | Аллсвенскан |          | 12    | Вибув      |
| 1982  | 2      | Дивізіон 2  | Північ   | 4     |            |